# 厄立特里亞禮天主教瑟格內提教區
厄立特里亞禮天主教瑟格內提教區 （拉丁語：Eparchia Segheneitensis）是厄立特里亞一個厄立特里亞禮天主教會教區，屬阿斯馬拉都主教區。
教區成立於2012年2月13日，範圍包括厄立特里亞南部南紅海區。2012年有教友35,557人、七十個堂區、52名司鐸。現任教區主教為菲克雷馬里亞姆·察林。